# Matjhabeng
Matjhabeng – gmina w Republice Południowej Afryki, w prowincji Wolne Państwo, w dystrykcie Lejweleputswa. Siedzibą administracyjną gminy jest Welkom.